# Diocèse de Fajardo-Humacao
Le diocèse de Fajardo-Humacao (en latin : Dioecesis Faiardensis-Humacaensis ; en espagnol : Diócesis de Fajardo-Humacao) est un diocèse de l'Église catholique de Porto Rico, suffragant de l'archidiocèse de San Juan de Puerto Rico.

## Territoire
Le diocèse s'étend au nord-est de l'île de Porto Rico avec un territoire de 574 km2 divisé en 22 paroisses. Il comprend les communes de Canóvanas, Loíza, Luquillo, Río Grande, Fajardo, Naguabo, Ceiba, Humacao et les deux îles de Vieques et Culebra. Le siège épiscopal est à Fajardo avec la cathédrale Saint Jacques Apôtre (en). À Humacao se trouve la cocathédrale du Doux Nom de Jésus (en).

## Histoire
Le diocèse est érigé le 11 mars 2008 par la bulle Venerabiles Fratres du pape Benoît XVIen prenant sur les territoires de l'archidiocèse de San Juan et du diocèse de Caguas.
Le 25 mai 2010, la congrégation pour le culte divin et la discipline des sacrements confirme que l'apôtre saint Jacques est le patron principal du diocèse et Notre-Dame du Mont-Carmel, la patronne secondaire.

## Évêques
- Eusebio Ramos Morales (2008-2017) nommé évêque de Caguas[4].
  - Sede vacante (2017-2020)
- Luis Miranda Rivera, O.Carm (2020- )